# Les Magiciens
Les Magiciens is een Franse dramafilm uit 1976 onder regie van Claude Chabrol.

## Verhaal
In een hotel in Tunesië voorspelt een helderziende charlatan een moord. De zich vervelende rijkaard Édouard wil die voorspelling doen uitkomen.

## Rolverdeling
| Acteur                 | Personage |
| ---------------------- | --------- |
| Franco Nero            | Sadry     |
| Stefania Sandrelli     | Sylvia    |
| Jean Rochefort         | Édouard   |
| Gert Fröbe             | Vestar    |
| Gila von Weitershausen | Martine   |